# Berthold Rosé
Berthold Rosé, eigentlich Berthold Rosenblum, (* 30. März 1870 in Wien; † 8. März 1925 in Berlin) war ein österreichischstämmiger Schauspieler, Sänger und Regisseur an deutschen Theatern und Musikbühnen sowie ein Stummfilmschauspieler.

## Leben und Wirken
Rosé gehörte einer Künstlerfamilie an; seine älteren Brüder Eduard und Arnold Rosé gründeten das Rosé-Quartett, Arnold war Konzertmeister an der Wiener Hofoper. In der ersten Hälfte der 1890er Jahre betätigte sich Berthold Rosé als Musikalienhändler, ehe er 1895, ohne über eine künstlerische Ausbildung zu verfügen, auf die Bühnenbretter wechselte. Sein erstes Engagement gab ihm in diesem Jahr das Königliche Theater in Wiesbaden, wo er gleich zu Beginn den Schnake in der Komödie Das Stiftungsfest von Gustav von Moser und den Frosch in der Operette Die Fledermaus verkörperte. Vier Jahre lang blieb Rosé in der Residenzstadt, dann ging er auf große internationale Tournee, die ihn an Spielstätten in Bosnien-Herzegowina (Sarajevo), Serbien, Rumänien, die Türkei und bis nach Russland führte. 1900 traf Rosé das erste Mal in Berlin ein und fand für eine Spielzeit Beschäftigung an der Secessionsbühne. Sein Rollenfach zur Jahrhundertwende war der Bonvivant und Charakterkomiker. In diesem Fach trat der Wiener Künstler sowohl mit Sprech- als auch mit Gesangsrollen auf. Man sah ihn in jenen frühen Jahren unter anderem als Argan in Der eingebildete Kranke, als Hofrat von Mittersteig in Komtesse Guckerl von Franz von Schönthan und Franz Koppel-Ellfeld, als Walther Kirchner in Flitterwochen von Arthur Pferhofer und als Prof. Heinzelmann in dem populären Singspiel Im weißen Rößl von Oscar Blumenthal und Gustav Kadelburg, einem Operettenklassiker.
Das neue Jahrhundert startete Berthold Rosé am Wöhrmannschen Park (sogenannte Bunte Bühne) im damals noch russischen Riga (heute Lettlands Hauptstadt), wo er erstmals auch als Regisseur wirkte. Nach einer Zeit weiterer Tourneegastspiele traf Rosé 1906 in seiner alten Heimat Wien ein, wo er an der Wiener Operette ebenfalls als Regisseur wirkte. 1907 ging er als Sänger ans Hamburger Carl-Schultze-Theater, 1908 ans ebenfalls in der Hansestadt gelegenen Neuen Operettentheater. Hier blieb Rosé bis 1910, als er einem Ruf an das Wilhelm-Theater in Magdeburg folgte. Erneut durfte er an dieser Spielstätte auch als Regisseur der Operette arbeiten. In selbiger Funktion ging Berthold Rosé 1911 erneut nach Berlin, wo er sich schließlich niederließ. In der Folgezeit sah man ihn hier, mal als Schauspieler, mal als Sänger, an so unterschiedlichen Bühnen wie dem Theater des Westens (1912/13), Montis Operettentheater (1913/14 und 1915–17), dem Theater an der Weidendammer Brücke (1914/15), den Meinhard-Bernauer-Bühnen (1917/18), dem Rose-Theater (1919 ff.), dem Kleinen Theater und anderen mehr.
Seit seiner finalen Ankunft in der deutschen Reichshauptstadt trat Berthold Rosé auch regelmäßig vor Filmkameras. Hier verkörperte er, vor allem seit Kriegsbeginn 1914, in einer Fülle von filmhistorisch durchgehend wenig bedeutsamen Produktionen, neben diversen Vätern, auch einen Baptisten (in Die Stimme des Toten), einen Pfandleiher (in Titanenkampf), einen Bankier (in Das große Los), einen Geldverleiher (in Der Glücksjunge), einen  Automobilhändler (in Um hunderttausend Mark), einen Kanzlist (in Soll und Haben) und einen Blinden (in Vater Voss) – nahezu durchgehend muntere Chargen teils komischer, aber auch durchaus ernster Natur wie den Baruch Schnapper in Die fünf Frankfurter, einer Verfilmung des gleichnamigen Lustspiels von Carl Rössler. Kurz nachdem Berthold Rosé den Polizeikommissar Borghetti in einem Sensations- und Actionfilm mit Carlo Aldini, Nick, der König der Chauffeure, verkörpert hatte, starb Berthold Rosé, nur wenige Wochen vor Vollendung seines 55. Geburtstags, an einer Rippenfellentzündung.

## Filmografie
- 1911: Krone und Fessel
- 1914: Fräulein Feldgrau
- 1915: Überlistet
- 1915: Reservist Pannemann
- 1916: Die Stimme des Toten
- 1916: Bob Cray
- 1916: Die bleiche Renate
- 1916: Der Millionenschuster
- 1916: Seltsame Köpfe
- 1916: Titanenkampf
- 1916: Der Hilferuf
- 1916: Dorritchens Vergnügungsreise
- 1917: Ein Zirkusmädel
- 1917: Die Harmonie-Films
- 1917: Das große Los
- 1918: Der Glücksjunge
- 1918: Donna Lucia
- 1918: Die blaue Mauritius
- 1919: Um 100.000 Mark
- 1919: Gepeitscht
- 1920: Die Augen der Welt
- 1920: Das Ahnenbild
- 1921: Miß Venus
- 1922: Die fünf Frankfurter
- 1923: Kinder von heute
- 1924: Soll und Haben
- 1925: Vater Voss
- 1925: Nick, der König der Chauffeure